# チカマウガ戦争
チカマウガ戦争（チカマウガせんそう、英: Chickamauga Wars、1776年 - 1794年）は、アメリカ独立戦争に併行して、チェロキー族の指導者ドラッギング・カヌーに率いられたインディアン達が、イギリスのアメリカ植民地からやってくる開拓者の侵略に対抗して、その土地を守るために続けられた一連の闘争である。戦争の地域は、バージニア植民地からジョージア植民地にかけてのアメリカ合衆国南部と、当時の考え方では西部であったケンタッキーやテネシーにまで拡がった。チカマウガという名前は、アメリカ植民地の人々がドラッギング・カヌーとその追随者のことをそう呼んでいたことによっており、チカマウガという人や部族がいたわけではない。ドラッギング・カヌーは多くのインディアン部族の力を結集したが、その時々の状況に応じて、イギリス、フランス、あるいはスペインの支援を受けた。
当時のチェロキー族は大きな勢力を誇り、その住んでいる地域により大きく分けて4つの集団が存在した。アッパー・チェロキーまたはオーバーヒル・チェロキー、ローワー・チェロキー、ヒル・チェロキーおよびバレー・チェロキーであった。チカマウガ・チェロキーはこれらの集団とは別に行動した。

## 背景
フレンチ・インディアン戦争 (1754年-1763年)の後、フランス領であったミシシッピ川以東のルイジアナがカナダと共にイギリスに割譲され、ミシシッピ川以西のルイジアナはスペイン領フロリダをイギリスに渡す見返りにスペイン領となった。フロリダは東フロリダと西フロリダに分割された。イギリスは、フレンチ・インディアン戦争の経験を心に留めて、1763年宣言でアパラチア山脈より西への開拓者の移住を禁じたが、このことがアメリカ独立戦争に導く一つの原因にもなった。チェロキー族は、フレンチ・インディアン戦争の間はフランス側に付いて、イギリス・チェロキー戦争 (Anglo-Cherokee War)と呼ばれる闘争が1758年から1761年まで続いた。イギリスの植民地政府は、サウスカロライナのチャールストンを本拠とした南部インディアン問題監察官のジョン・スチュアートにチェロキーとの折衝を任せたが、実務はその副官でチェロキー族の中で暮らしているアレクサンダー・キャメロンを通じて行われた。
チェロキー族も関わったポンティアック戦争 (1763年-1764年)の後、イロコイ連邦は1768年のスタンウィックス砦条約で、オハイオ川とカンバーランド川の間の狩猟場に対する所有権主張を取り下げた。この地域はインディアンの間でケンタッキーと呼ばれ、付近の部族も所有権を主張していた。一方、オハイオ川と五大湖地方の間の地域は、イギリスが植民地化する計画を立てていた。これらの事が多くの紛争を生むことになり、イギリス・チェロキー戦争とアメリカ独立戦争の間の期間も、チェロキー族は小さな部隊を作ってケンタッキーやオハイオ川と五大湖地方のイギリスに対する反抗を繰り返した。
アパラチア山脈の西側のチェロキー族領土への最初の侵犯は1759年に起こった。ノースカロライナの農夫だったジェームズ・ロバートソンが探検家のダニエル・ブーンと共にアレゲーニー山脈を超えて、今日のテネシー州エリザベストンのワトーガ川沿いに来た。そこでインディアンが何代にも亘って耕作していた「オールド・フィールズ」を見つけ、ロバートソンはトウモロコシを植え付けることにし、ブーンは探検を続けた。
ロバートソンは一旦ノースカロライナに帰り1767年には結婚した。世直し運動を終わらせることになった1771年のアラマンスの戦いの後で、多くのノースカロライナの人々がイギリスに対する忠誠を誓うことを拒否し、ロバートソンが先導して世直し運動に関わった12,3家族が植民地を離れた。この1隊はそこがバージニア植民地の境界内と信じて、ワトーガ川の堤に入植した。キャメロンは調査によってその誤りが分かると退去を命じた。しかし、その地域のチェロキー族指導者が仲裁に入り、これ以上チェロキー族の領土を侵さないという条件で定住を許した。
1772年にロバートソンと開拓者達は最終的に北東テネシーに定着し、独立した地方政府であるワトーガ協会を設立した。
しかし、測量士がその土地はチェロキー族の領土内にあるとしたので、チェロキー族は開拓者に賃貸しするための交渉を要求した。この賃貸しがまさに成立しようとしたときに、チェロキー族戦士が白人に殺されるという事件が発生した。チェロキー族は力に訴えても開拓者を追い出すと脅したが、ロバートソンの巧みな外交術で怒り狂うインディアンを鎮めることができた。
一方、ダニエル・ブーンらが初めてケンタッキーに造ったブーンズボロ砦の入植者に対しては、ショーニー族、デラウェア族、ミンゴ族、およびチェロキー族が、ブーンの息子を含む偵察と食糧探しの集団に攻撃をかけたことから、ダンモアの戦争 (1773年-1774年)が始まった。
1年後の1775年、リチャード・ヘンダーソンとブーンに導かれたノースカロライナの土地投機家の1隊が、シカモア・ショールズで、オーバーヒル・チェロキーの指導者とワトーガ条約の交渉を行った。その部族の酋長はオコノストタとアタクラクラであり、ケンタッキーの土地に対するチェロキー族の領有権主張を取り下げ、ショーニー族やチカソー族のような他の部族による領有権主張も無視して、推測するところではトランシルバニア土地会社に土地を売り渡していた。グレートアイランド集落の酋長でアタクラクラの息子のドラッギング・カヌーはこの取扱いを拒否し、ノースカロライナの男性達に、「お前達は晴れた土地を買ったが、その上には雲が掛かっている。そこに入植すれば暗く血塗られたものになるだろう」と伝えた。ワトーガ条約はバージニアとノースカロライナの知事によって直ぐに拒絶され、ヘンダーソンは捕まることを恐れて逃げ出さなければならなかった。

## アメリカ独立戦争の開戦
1776年、デトロイトのイギリス知事ヘンリー・ハミルトンの要請もあって、ショーニー族酋長コーンズトークは、北部から南部までのインディアン部族の代表を連れて、チェロキー族指導者とチョタ集落で会い、ケンタッキーに無断で入植していた者達に対する協働行動を呼びかけた。コーンズトークはその演説の最後にその「戦いの帯」を差し出し、ドラッギング・カヌーがチルハウイー集落のアブラハムと共に受け取った。ドラッギング・カヌーはオタワ族とイロコイ族からも帯を受け取り、チョタのレイブンはデラウェア族から帯を受け取った。
攻撃は3つの部隊に分かれて行うように作戦が立てられた。ノースカロライナの諸部族がサウスカロライナへ、サウスカロライナ西部と北部ジョージアからジョージアへ、リトルテネシー川とハイワシー川からバージニアとノースカロライナへというものだった。しかし、無断入植者達はチョタからやってきた旅人に前もって警告を受けていた。その警告はチェロキー族の指導者に与えられる肩書き「ビラブド・ウーマン」(Beloved Woman)であるナンシー・ウォードから発せられていた。この裏切りがあって、チェロキー族の攻撃は悲惨なものとなり、ドラッギング・カヌーは脚を銃弾で粉々に打ち砕かれ、弟のリトルオウルは11発も銃弾を受けたが奇跡的に命を取り留めた。
その後の植民地からの反応は素早く圧倒的なものであった。ノースカロライナは2,400名の民兵を送り、オコノフティー川やタカセギー川、およびリトルテネシー川やハイワシー川の水源地帯を隈無く捜索した。サウスカロライナはサバンナ川に1,800名を送り、ジョージアはチャタフーチー川とツガルー川に200名を派遣した。これらの部隊は50以上の集落を破壊し、家や食料を焼き、果樹園を壊し、家畜を殺し、さらに数百名のインディアンを殺すと共に生き残った者は奴隷競売台に送った。
一方でバージニアはノースカロライナの志願兵と共にウィリアム・クリスチャンの指揮で大部隊をリトルテネシー川下流に派遣した。ドラッギング・カヌーは女子供、老人をハイワシー川から待避させ、集落を焼き、フレンチ・ブロード川でバージニア兵を待ち伏せしようと考えたが、オコノストタとアタクラクラそれに他の年取った首長達がそのやり方に反対した。

## チカマウガ地域への移住
ドラッギング・カヌーとオステナコを含む指導者達は、周辺の心を同じくするチェロキー族を寄せ集め、今日のテネシー州チャタヌーガに移住した。このためにクリスチャンの部隊はグレートアイランドやシティコ、テリコなどの集落が打ち棄てられ年老いた酋長達だけが残っているのを見つけた。クリスチャンは3つの放棄された集落を燃やすだけでその作戦を終えた。
アレクサンダー・キャメロンの忠告に従って、チェロキー族はグレート・インディアン・ウォーパスがチカマウガ川を横切る場所にチカマウガの集落を造った。ドラッギング・カヌーもそこに住んだので、その一派のことを白人は「チカマウガ」と呼んだ。
イギリスの宣教師ジョン・マクドナルドがチカマウガとは川を隔てた所に以前から住み交易所を開いており、西フロリダの首都ペンサコーラにいるジョン・スチュアートの弟ヘンリー・スチュアートと連絡を保っていた。副監察官でありドラッギング・カヌーの血をわけた兄弟であるアレクサンダー・キャメロンがマクドナルドを伴ってチカマウガを訪れたが、後にイギリスの利益を代表するためにアッパー・マスコギーの領地に送られた。
チカマウガの集落に加えて、反体制派のチェロキー族がチカマウガ川の上下流に3つの集落を築いた。他にも多くの集落ができたが、そのチェロキー族も他のチェロキー族も自分達のことをチェロキー族以外の何者でもないと考えていたことは重要である。
チカマウガ・チェロキー族が使った土地は、かってマスコギー族が集落を構えていた場所であり、チェロキー族の伝説に従えば、1755年のタリワの戦い後にチェロキーの持ち物となっていた。しかし、マスコギー族は実際にはチェロキー族との間に緩衝地帯をおくため、もっと早くにその土地を離れていた。カロライナ植民地が1600年代遅くに交易を始めたとき、チェロキー族の最西端の集落は、双子の集落グレート・テリコとチャツーガであった。チェロキー族がクーサワッティーと呼ぶ集落は1700年代初期にチェロキー族が所有していたが、その後放棄された。この土地は1758年にマスコギー族がビッグ・モーターという指導者のもとで再度領有し、フレンチ・インディアン戦争の間、グレート・テリコを中心とする親フランスチェロキー族を支援したことがもとで、マスコギー族、チェロキー族、ショーニー族、チカソー族およびカトーバ族の同盟の踏み台となった。ビッグ・モーターは戦争が公式に終わった翌年にマスコギー族の大酋長になった。
1777年、チェロキー族の元の地に残っていたチェロキー族はジョージアやサウスカロライナとデューイット・コーナーの条約を、またバージニアやノースカロライナとヘンリー砦の条約を結び、戦いの鉾を納めることにより、見返りに攻撃から守って貰うことになった。しかし、不法な入植者からの攻撃を止めることもできず、その土地の浸食も止められなかった。実際には戦争を止めてサウスカロライナの土地を諦めることも要求された。
多くのチェロキー族はその土地に入ってくる白人開拓者に不満を抱き、チカマウガに同調してドラッギング・カヌーの追従者に加わるようになった。これに加えてチカマウガの近くのチェロキー族も幾つかの行動に加わり、デューイット・コーナーの条約でサウスカロライナの家を追われた者も加わった。チカマウガ川上流などに住んでいたユチ族も支援してくるようになった。
チカマウガ・チェロキー族の主な攻撃目標は、ワトーガ川などの入植者と、テネシー川沿いに旅する集団であった。しかし、バージニア、カロライナおよびジョージアを攻撃目標から外したという訳ではなかった。さらにバージニア西部、ケンタッキーおよびオハイオ領土にも攻撃を仕掛けた。

## 反応
1778年から1779年にかけて、ジョージアのサバンナとオーガスタをイギリス軍が占領し、イギリス軍から弾薬の補給を受けていたドラッギング・カヌーの部隊はサウスカロライナやジョージアの内陸部を支配することが可能になった。
1779年の初め、バージニアのジェイムズ・ロバートソンが、チカマウガがホルストン地域の攻撃に向かっているというチョタからの警告を受けた。これに反応して、ロバートソンはエバン・シェルビーとジョン・モンゴメリーに反撃を命じ、チカマウガ地区の11の集落を破壊し、食料供給も絶った。この間にドラッギング・カヌーとジョン・マクドナルドはその部隊と50名の王党派レンジャーズを率いてジョージアとサウスカロライナを攻撃した。
集落が破壊されたことを聞いてショーニー族がチカマウガに代表を派遣した。ドラッギング・カヌー達も集落に戻って人々が戦う意志を失っていないか確認した。ドラッギング・カヌーは1776年にチョタを訪れた代表団から受け取った戦いの帯を持ち出し、「我々は征服されたわけではない」と宣言した。同盟を確保するために、ドラッギング・カヌーは100人近い戦士を北に派遣したが、ショーニー族も応じた。チカマウガの集落は直ぐに再建され、住人も戻った。ドラッギング・カヌーはシェルビーの遠征隊に報復するために、ノースカロライナとバージニアの辺境開拓者を襲った。
チカソー族も、ジョージ・ロジャース・クラークの200名以上の遠征隊がジェファーソン砦を築きオハイオ河口近くの入植地を造った時に戦争に荷担した。チカソー族は入植地を破壊し、砦を包囲し、またケンタッキーの辺境を襲い始めた。
その年遅く、ロバートソンとジョン・ドネルソンはこの地域を旅し、カンバーランド川沿いのフレンチ・ソルト・リックにナッシュボロ砦を築いた。カンバーランド地域では初めての入植地となり、周辺のあらゆるインディアン部族の攻撃目標となった。
1780年初め、ドネルソンは家族を含む1隊と共にテネシー川を下り、カンバーランドの河口を横切ってナッシュボロ砦を目指した。最終的に目的地には着くが、途中でタスケギー・アイランドとマッスル・ショールズで待ち伏せを受けた。
その夏、新しいイギリスのインディアン監察官トマス・ブラウンは、チカマウガ・チェロキー族やマスコギー族と協議し共同して攻撃にあたる方法を探ったが、それらの作戦は、ブラウンの本部があるオーガスタをアメリカ軍が最奪取しようとしたことで後手に回った。チカマウガの戦士や他にも応援を得て、アメリカ軍の動きを阻止し、ブラウンの東フロリダレンジャーズは、ジョン・セビアの支配下にあるイライジャ・クラークの部隊を追って、途中でアメリカ側の入植地を徹底的に破壊した。この行動がキングスマウンテンの戦いの引き金になった。パトリック・ファーガソンの率いる王党派民兵がクラーク隊を包囲しようとして、セビアとウィリアム・キャンベルの指揮するオーバーマウンテン・マン900名に敗北を喫した。
バージニアの知事トマス・ジェファーソンは、セビアの指揮で700名のバージニア・ノースカロライナ連合部隊を1780年12月にチカマウガに送った。この部隊はボイズクリークでチェロキー族の一隊と遭遇し戦闘した後に、アーサー・キャンベルとジョセフ・マーチンの部隊と合流し、リトルテネシー川やハイワシー川一帯の17集落を焼き払った。この地域の指導者は暫くは攻撃を控えていたが、他の地域の部族が開拓者に対する攻撃を続けた。

## 移動と拡大
1781年までに、ドラッギング・カヌーは元のチェロキー族集落の者やマスコギー族に対する働きかけを続けた。チカソー族、ショーニー族およびデラウェア族は繰り返しカンバーランドの開拓者を襲った。チカソー族がカンバーランドを襲った3ヶ月後、その年の4月に、チカマウガの最初の攻撃があり、ブラフの戦いとして知られるようになった。
その年の秋、イギリス軍が策謀してある種のクーデターを起こし、より平和的であったオコノストタの代わりにレイブンをオーバーヒル・チェロキーの主要な指導者とした。その後数年間オーバーヒル・チェロキー族は公然とドラッギング・カヌーとそのチカマウガ・チェロキー族を支援するようになった。しかし、その後はまた、他の指導者が平和的な指導者オールド・タッセルを選び、ドラッギング・カヌーに対する支援は水面下に沈んだ。
1782年、再びセビアの遠征隊がチカマウガを破壊しその周辺の集落も破壊した。この時は、ドラッギング・カヌーは集落を再建せずに西方へ移動し、自然の要害になっていた所にファイブ・ローワー・タウンズを築いた。
ファイブ・ローワー・タウンズとは、ドラッギング・カヌーが本拠を置くランニング・ウォーター、ニッカジャック、ロングアイランド、クロウタウンおよびルックアウト・マウンテンの5集落であった。少数の戦士の1隊がタスケギー・アイランド集落を再占領して見張り所とし、開拓地に対する侵略の警告とした。
この動きはマスコギー族領地の周縁部であったので、ドラッギング・カヌーは前もってリトルオウル以下の代表をマスコギー族の酋長アレクサンダー・マギリブレーの下に送り許可を求めていた。チカマウガが本拠を移したので、イギリスの代表であるキャメロンとマクドナルドもランニング・ウォーターを南東部の活動拠点とした。一方、トマス・ブラウンはアメリカ側に寝返って、チカソー族に対するアメリカの代理人として西テネシーに住み、アメリカとスペインを戦わせようとしていたが、イギリスにはほとんど興味がなかった。ドラッギング・カヌーのもう一人の兄弟タートル・アットホームが70名程の戦士を連れて北に行き、ショーニー族と共に戦った。
チカマウガ・チェロキー族のもとには、他のチェロキーや逃亡奴隷、王党派の白人、マスコギー族、コウシャッタ族、ナチェズ族などのインディアン、さらにスペイン人、フランス人、アイルランド人、ドイツ人まで加わってきた。チカマウガの集落はウィルスタウンなどのアラバマまで広範囲に膨れ上がった。この膨張はセビアなどの破壊活動から逃れて北ジョージアから流入したチェロキー族によるところが大きかった。
他にも同盟インディアンの集落がテネシー川のコールドウォーター・クリーク河口にできた。そこはテネシー川渓谷にあってやはり天然の要害であった。このインディアンはウォバッシュ川のフランス人交易業者から武器や物資の補給を受けていた。

## 独立戦争の後
ドラッギング・カヌーは、自分達だけでは戦争を続けられないと悟り、多くのインディアン部族が孤立しているよりも、大同盟を作ってアメリカに対抗するしかないと思った。マギリブレーとそのマスコギー族との連携を強めていく一方で、戦士を送ってショーニー族、チョクトー族およびデラウェア族と共に戦いを続けた。
1783年、ドラッギング・カヌーは東フロリダの首都セントオーガスティンに赴き、南部と北部の部族指導者を集めてアメリカに対抗するインディアン同盟を呼びかけた。その後数ヶ月もかけて部族間委員会を開催したが、パリ条約の調印によって同盟の計画は切り上げられた。
パリ条約の後、チカマウガ・チェロキー族はペンサコーラやモビールを通じて交易のあったスペインの支援を求めた。これは、ニューオーリンズにいたスペインピン領ルイジアナの知事がイギリスの敗退に乗じて港を確保していたからである。ドラッギング・カヌーはデトロイトのイギリス知事アレクサンダー・マッキーとの連絡を保っていた。しかし、チカソー族はアメリカ合衆国との間に停戦条約を結び、その後は二度と反旗を翻すことがなかった。
チェロキー族の3集団、アッパー、ヒル、バレーも新しい合衆国政府に脅迫されて1785年のホープウェル条約を結び、白人の開拓地がホルストンやフレンチ・ブロードまで拡がってきた。条約に署名した者は、自分達の土地がそれ以上の侵略から守られるものと思っていたが、そうではなかった。アメリカはチカマウガ・チェロキー族やマスコギー族の繰り返される攻撃に対抗して中部テネシーに軍隊を派遣してきた。
休戦中の1788年にフランクリン国（後のテネシー州）に大使としてきていた2人の酋長オールド・タッセルとアブラハムが殺害され、チェロキー族は怒ってその後数ヶ月間敵対行動を続けた。特にオールド・タッセルの弟ダブルヘッドが激怒した。ドラッギング・カヌーはウスタナリ集落で委員会を招集し事の重大さを議論した。
アメリカの民兵による懲罰的な攻撃が続いた。1788年、セビアがノースカロライナでバレー・チェロキー族の集落を破壊した。ハイワシー川のウスタリ集落では、住民の逃亡を助けるために残されたボブ・ベンジに率いられたチカマウガ戦士によって、村を空にされた。セビアの部隊が逃げる住民を追ったが、バレー川の河口でベンジの部隊に待ち伏せを食った。セビアの部隊はクータ・クルーチー集落まで行ってトウモロコシ畑を焼き払ったが、ジョン・ワッツの率いる400名の戦士に追い払われた。
その夏、ジョセフ・マーチンが500名の部隊と共にチカマウガ地域に入り、カンバーランド山の裾を通ってファイブ・ローワー・タウンズへの侵攻を目指した。マーチンは分遣隊を送ってルックアウト山の麓の道を確保しようとしたが、ドラッギング・カヌーの戦士によって阻止された。その後セビアはホワイト砦（現在のノックスビル）まで撤退した。
1789年早くに、有名なブルージャケットの代理の指導者で後の指導者テクムセの兄にあたるチクシカに率いられたショーニー族の1隊が北からやってきた。チクシカ隊はランニング・ウォーターを基地として、チカマウガの戦士が行う開拓者の襲撃などに行動を共にした。その行動の一つでチクシカが戦死し、テクムセが小さなショーニー族部隊の指導者となったので戦争の指導者として最初の経験となった。テクムセの部隊は1790年遅くまで滞在した後、北に帰った。
1791年の初め、ベンジとその弟ザ・テイルはウィルスタウンを基地として東テネシー、南西バージニアおよびケンタッキーの開拓者に対する攻撃を始め、しばしばコールドウォーターのダブルヘッドの隊とも行動を共にした。ベンジは辺境で最も恐れられる戦士になった。ダブルヘッドばかりではなく、ショーニー族、マスコギー族およびアメリカとの条約に従わなかったチカソー族が加わった。
1791年に締結されたホルストン条約では、合衆国政府が不法な入植を止めることも引き戻すこともできないと分かったので、休戦を続ける見返りにさらにアッパー・チェロキーの土地を要求してきた。しかしこれはチェロキー族の主権を保証するように見えたので、アッパー・チェロキーの酋長達に州と同じ扱いを受けるものと信じさせた。この時、チカマウガ・チェロキー族もフィラデルフィアでの会談に代表としてブラッディ・フェローを送ったが、ブラッディ・フェローが抗議した多くの問題のためにその条約を受け入れなかった。
その年の夏、ドラッギング・カヌーの弟リトルオウルが指揮するチカマウガ・チェロキー族の小さな部隊が北に旅して、北西インディアン戦争を戦っているインディアンの指導者に会った。ショーニー族のブルージャケットやマイアミ族のリトルタートルであった。リトルオウルがそこにいる間に、ランニング・ウォーターに、北西部領土の知事アーサー・セントクレアが北のインディアン同盟に対する攻撃を計画しているという伝言がきた。ドラッギング・カヌーは弟のバジャーに30名の最強の戦士隊を付けて北に送り、ウォバッシュの戦いに参加して決定的な勝利を挙げた。
この戦いの後、リトルオウル達兄弟は、連れて行った戦士のほとんどを伴って帰還した。

## 「野蛮のナポレオン」の死
北部での勝利の報せに刺激されたドラッギング・カヌーは、北部でブルージャケットやリトルタートルがやったように、近くの大きな部族を尋ねてインディアンを束ねるための行動に移った。マスコギー族やチョクトー族は応じたが、西テネシーのチカソー族は拒否した。ドラッギング・カヌーが帰還した日は、ザ・グラスとタートル・アットホームがケンタッキーのカンバーランドで開拓者を襲って帰還した日と重なり、ルックアウト・マウンテン集落で徹夜の祝が催され、栄誉を称えてイーグル・ダンスが披露された。
翌朝、1792年3月1日、ドラッギング・カヌーは死んだ。栄誉の葬列がランニング・ウォーターに彼の体を運び、そこで埋葬された。ドラッギング・カヌーの死の時まで、チカマウガ・チェロキー族の抵抗は開拓者からも、チェロキー族の他の集団からも嫌々ながらの尊敬を得ていた。翌年にウスタナリ集落で開催されたアッパー・チェロキー族の通常委員会の席で、ブラック・フォックスによって追悼された。
ドラッギング・カヌーの後継者はジョン・ワッツとなり、他にブラッディ・フェローやダブルヘッドと共に、ドラッギング・カヌーの政策であったインディアン同盟を継続した。これにはマギリブレーと同意した小要塞を作って戦士達の拠点にする計画も含まれていた。ワッツは、同盟マスコギー族やペンサコーラにいるスペイン領西フロリダ知事のアルトゥーロ・オニールと連携するために、作戦基地をウィルスタウンに移した。当時のインディアン監察官ジョン・マクドナルドは、スペインの補給線に近いターキータウンに、助手のダニエル・ロスやその家族共々移った。
1792年9月、ワッツはチェロキーとマスコギーの協同で騎馬の分隊を含む部隊を組織し、カンバーランド地方に大規模な作戦を展開した。これは3つの部隊により構成された。ターロンテスキーはケンタッキーの道路を、ミドル・ストライカーはウォルトンの道路を、ワッツ自身が280名のチカマウガ、ショーニーおよびマスコギーの戦士と騎兵からなる主部隊を率いて、ブキャナンズ・ステーションとして知られるカンバーランドの開拓地を襲うものだった。この作戦でマスコギーのタロティスキーとドラッギング・カヌーの弟リトルオウルが戦死した。その報復のため、ベンジ、ダブルヘッドおよびその弟のパンプキン・ボーイが南西ケンタッキーを襲い、その中で殺したばかりの敵兵を食べるということがあった。一方、マスコギー族はカンバーランドの攻撃を、規模も頻度も拡大して行った。
1793年、ショーニー族の代表が、北方でセントクレアの軍隊に加わったチカソー族を罰するために、マスコギー族とチョクトー族を訪問する途中でウスタナリ集落に立ち寄った後、ワッツは当時の南西部領土首都のノックスビルへ外交使節を送り、ウィリアム・ブラウント知事と休戦条件を話し合わせた。しかし、その代表団が首都に到着する前に民兵に襲われ、ハンギング・モーが負傷し、その妻や娘などが殺された。
ワッツはその地域ではこれまでの最大となる1,000名以上の部隊を組織し、ホルストンを襲い、ノックスビルへの攻撃を目指した。その途中で、チェロキー族の指導者達が協議を始め、ノックスビルの男性のみを殺害するか、全ての住人を殺害すべきかが議論になった。ジェイムズ・バンは男性のみ、ダブルヘッドは全員を主張した。更に進んで、部隊はキャベッツ・ステーションという小さな開拓地に来た。その場所を包囲した後、ベンジが住人と交渉し、降伏すれば命を救うということになった。しかし、開拓者達が徒歩で出てくると、ダブルヘッドの部隊が彼らを殺し始め、ベンジが止めても聞かなかった。この時ワッツが中に入って一人の少年を救い、バンに預けた。しかし、議論が白熱する中で、ダブルヘッドは少年を捕まえて殺した。このことで、ダブルヘッドは「ベビーキラー」と呼ばれるようになった。このことが19世紀初めのチェロキー族の政策を巡る長い不和の始まりとなり、1807年にバンの命令でダブルヘッドが死ぬまで続いた。この時もチェロキー族の間で熱心な議論が交わされ、結果は部隊が分裂して南に戻ることになった。セビアが反撃して、ウスタナリ集落を抑えた。このときは斥候隊との戦闘以外は何も起こらなかった。

## チカマウガ戦争の終結
1794年夏、ホワイトマンキラーとザ・ボウルに率いられたチカマウガ・チェロキー族の1隊がウィリアム・スコット以下の部隊を捕まえ、白人の通行人を殺し、物資を略取し、奴隷を捕虜にした。この後、ザ・ボウルとその戦士達は西へ移動し、ミシシッピ川を越えてセントフランシス川まで行って定住した。これはチェロキー族の大きな集団が初めてミシシッピ川を越えて定住した例となった。
その年の秋、メロ地区（カンバーランド）のロバートソン将軍に宛ててトマス・ブラウンが伝言を送り、マスコギー族とチェロキー族の1隊がすべての川沿いの襲撃を始めようとしていると伝えた。これに対応して、ロバートソンはジェイムズ・オーレ少佐に命じ、合衆国正規兵とメロ民兵およびケンタッキー志願兵の部隊をファイブ・ローワー・タウンズに送った。この部隊は警告無しでニカジャック集落を襲い、平和的な酋長ザ・ブレスを含む多くの住人を殺害した。その住居に火を付けた後に川を遡ってランニング・ウォーター集落も燃やしたが、住民はとっくに逃げおおせていた。2つの町の住人の多くはウィルスタウンでスティックボールをやっていたために、被害は比較的少なかった。
2つの集落の破壊の他に4月にはボブ・ベンジが死んでおり、また北部では、8月にフォールン・ティンバーズの戦いで"マッド・アンソニー"ウェイン将軍にインディアン同盟軍が敗れていた。さらにスペインがヨーロッパでのナポレオンに対応するために、チカマウガを支援できなくなっていた。ワッツは戦いを終わらせるしかないと確信した。1ヵ月後のテリコ・ブロックハウス条約で、戦争は終結したが、条約では新たな土地の割譲がなかったことは注目すべきことであった。チカマウガとローワーのチェロキー族はホルストン条約を認めさせられ、19世紀まで休戦が続くことになった。ただし、ダブルヘッドがセビアの基地に最後の攻撃を仕掛け、14名を殺した。この時、他の者はフィラデルフィアで条約に調印していた。

## 評価
独立戦争前にイギリス軍と同盟してチェロキー族が戦った2年間を含めると、チカマウガ戦争はほぼ20年間続いたことになり、インディアンとアメリカの間の戦争では最も期間の長いものに属しているが、しばしば見過ごされるのが、その長さ、当時としての重要性、および後のインディアン指導者達に与えた影響である。チェロキー族は1758年に始まった戦争に少数ながらも関わっていたので、40年間近くという見方もできる。独立戦争に続く敵意が継続したために、2つの恒久的な防衛拠点が置かれた。1つはホルストンのサウスウエスト・ポイント砦であり、もう1つはピット砦であった。過小評価してはならないのは、ドラッギング・カヌーの指導者としてまた外交官としての能力である。今日でもアメリカ人とインディアンの戦闘について、ドラッギング・カヌーのことを扱った文献は少ない。

## その後
休戦条約に続いて、主要なチェロキー族とチカマウガのチェロキー族には特に区別が無くなった。実際にはチカマウガの指導者が民族の問題については主導的となった。チェロキー族全体の民族政府が組織化され、ドラッギング・カヌーのもとで戦士として活動した3人の大酋長、リトル・ターキー、ブラック・フォックスおよびパスキラーが政務を執り、2人の議長ダブルヘッドとタートル・アットホームが就任した。
元チカマウガの戦士達の多くはチカマウガの元の集落に戻った。しかし、元チカマウガの大多数はウィルスタウンに中心がある1794年の集落に留まった。元の戦士達は文化変容、アメリカ人の言う「文明化」の強い主唱者となった。ノースカロライナ西部に残ったチェロキー族は、伝統的な様式を守り、多くは純血のままであった。
1795年8月、ウェイン将軍がオハイオ領土に留まっていたチェロキー族の指導者ロングヘアに伝言を送り、フォールン・ティンバーズで敗れた北部インディアン同盟の部族と同様に休戦すべきことを伝えた。これに対する回答で、ロングヘアは収穫が終われば南に帰ると伝えた。しかし、全員が退去したわけではなく、少なくともシュー・ブーツという名のインディアンが1803年までそこに留まっていた。
1809年頃、モホーク族の酋長ジョン・ノートンがチカマウガを訪れた時、元チカマウガの民はチェロキー族の中でも最も文明化された者となっていた。例えばジェイムズ・バンは100名以上の奴隷を使うプランテーションの所有者であり、ミシシッピ川の東では富裕な層の者となっていた。ノートンはタートル・アットホームと親しくなり、いわゆる「チカマウガ」が特別の民では無かったと知らされた。タートル・アットホーム自身はナッシュビルとアセンズの間の連邦道路で渡し舟を所有しており、テネシー川を下るだけでなく北へも行く先が広がっていた。
チェロキー族に、ミシシッピ川を越えて西方への移住の圧力が高まり始めると、元チカマウガ・チェロキー族の指導者達が陣頭指揮を執り、以前にザ・ボウルが辿った道を行くことになった。アッパー・チェロキーは初め反対していたが、メイジャー・リッジなどの主導で従うことになり、1835年のニュー・エコタ条約、1838年の移住（涙の道を参照）となった。

## テクムセの帰還
ショーニー族の指導者テクムセは、1811年の戦いを始める前に、南部に戻ってきて、チカソー族、チョクトー族、マスコギー族およびチェロキー族の支援を得て、昔のように同盟を作りアメリカ人を追い出そうと考えた。テクムセは一部の例外を除いてほとんど支援を得られず、チェロキー族の代表からは強い反対を受けた。しかし、テクムセが南部にいる間、47名のチェロキー族と19名のチョクトー族が熱心にその護衛を務めた。
テクムセの来訪は、元チカマウガの住人で預言者のツァリによる宗教復活に火を付けた。いわゆる「チェロキー・ゴースト・ダンス」運動である。ウスタナリ集落でツァリが開いた民族集会では多くの指導者が心を動かされた。しかし、メイジャー・リッジが雄弁に反論してテクムセとの同盟よりもアメリカ側に付くことになった。その結果アンドリュー・ジャクソン率いるアメリカ軍に500名以上のチェロキー族戦士が志願兵として参加し、クリーク戦争でレッド・スティックスの指揮する元マスコギー族の一派を破った。
1794年の条約以降、東テネシーでは活動的なチェロキー戦士は見られず、南北戦争の時になってウィリアム・ホランド・トーマスが南軍側でチェロキー・インディアン部隊を率いた。

## スコットランド人
南部インディアン、特にチカマウガと関わりを持った交易業者やイギリス政府の代理人はスコットランド人、特にスコットランド高地の出身の者が多かった。これらの多くがインディアンと婚姻関係を結び、その居留地に留まり、子孫が重要な指導者となった。上記にも挙げたアレクサンダー・キャメロン、ジョン・マクドナルド、ジェイムズ・バン、ダニエル・ロスの他にも数多くの著名な者が出た。
対照的に、チカマウガが反抗した開拓者達の大部分は、スコットランド人の子孫でアルスター出身のアイルランド人、スコッツ＝アイリッシュであった。

## チカマウガの語源
歴史家のムーニーによれば、チカマウガ（チェロキー語の発音でチカマギ）という言葉は少なくとも2箇所の場所の名前である。チャタフーチー川の水源とチャタヌーガ近くの地域である。しかしこの言葉はチェロキー語ではない。チカマウガはおそらくショーニー語から派生し、ノースカロライナの海岸にあった小さな集落チカマコミコ（大海の側の居留地という意味）とメリーランド州に同じ名前の川があった。この2つの地域は元々ショーニー族のようなアルゴンキン語族の民族が住んでいた。また歴史家のブラウンは、チカマウガはマスコギー語のチュッコマコ（戦いに酋長が住むところの意味）から来ているとした。また、エバンスは「この名前はチェロキー族がマスコギー語の「チアハオラミコ」（アッパー酋長の住居）を発音しようとしてできたものである」としている。

## チャタヌーガと名づけられた地域社会
テネシー州のチャタヌーガ市の他にオハイオ州マーサー郡にもチャタヌーガ地域社会がある。チャタヌーガはマスコギー語でルックアウト山の意味である。オクラホマ州の元チェロキー族居留地にもチャタヌーガという町がある。